# Эссам аль-Хадари
Эссам аль-Хадари (араб. عصام الحضري‎; род. 15 января 1973, Кафр Эль-Баттих, Думьят) — египетский футболист, вратарь. Четырёхкратный победитель Кубка африканских наций в составе сборной (1998, 2006, 2008, 2010). Самый возрастной игрок за всю историю чемпионатов мира по футболу.

## Клубная карьера
Играть начал за команду родного города «Думьят», выступавшую во втором дивизионе Египта. Играл за команду в течение 4 сезонов.
В июле 1996 года перешёл в лучший египетский клуб — «Аль-Ахли». За клуб выступал на протяжении 12 сезонов, выиграв множество титулов как в Египте, так и в Африке. В 2005 и 2006 годах в составе команды выступал на клубном чемпионате мира по футболу. В 2005 году клуб «Аль-Ахли» уступил в четвертьфинале клубу «Аль-Иттихад» из Саудовской Аравии. В матче за 5-е место египтяне уступили австралийскому клубу «Сидней» со счётом 1:2. В 2006 году «Аль-Ахли» выступил более удачно. В четвертьфинале был обыгран австралийский «Окленд Сити». В полуфинале со счётом 1:2 «Аль-Ахли» уступил бразильскому «Интернасьоналу». В матче за 3-е место был обыгран мексиканский клуб «Америка».
На счету аль-Хадари есть забитый гол. В матче за Суперкубок КАФ 2002 года против южноафриканского «Кайзер Чифс» он забил гол со штрафного, сделав счёт 3:1. Итоговый результат — 4:1. Эссам аль-Хадари занимает седьмое место среди вратарей по длительности «сухой» серии — 1288 минут в период с 28 февраля по 21 августа 2006 года.
Весной 2008 года аль-Хадари воспользовался правилом ФИФА, разрешающим разорвать соглашение с клубом после проведения в нём определённого количества сезонов. Он самовольно покинул клуб и съездил в Швейцарию, чтобы заключить контракт с клубом «Сьон». Египетский клуб отказался признавать юридическую правомочность этого контракта, а болельщики призвали исключить его из команды и сборной Египта. Тем не менее трансфер состоялся — в апреле 2008 года за 300 тысяч евро аль-Хадари стал игроком швейцарской команды. В «Сьоне» он получил первый номер и сразу стал основным вратарём. Дебютировал за команду 20 апреля 2008 года против команды «Ксамакс». Встреча закончилась со счётом 1:1.
Клуб «Аль-Ахли» обратился в ФИФА с жалобой на то, что аль-Хадари перешёл в «Сьон» с нарушением контракта. В результате голкипер был дисквалифицирован на четыре месяца. Аль-Хадари и «Сьон» должны были выплатить «Аль-Ахли» 900 тысяч евро. Также швейцарскому клубу было запрещено регистрировать новых футболистов до конца сезона 2009/10.
20 июля 2009 года за 600 тысяч евро футболист перешёл в египетский клуб «Исмаили».

## Международная карьера

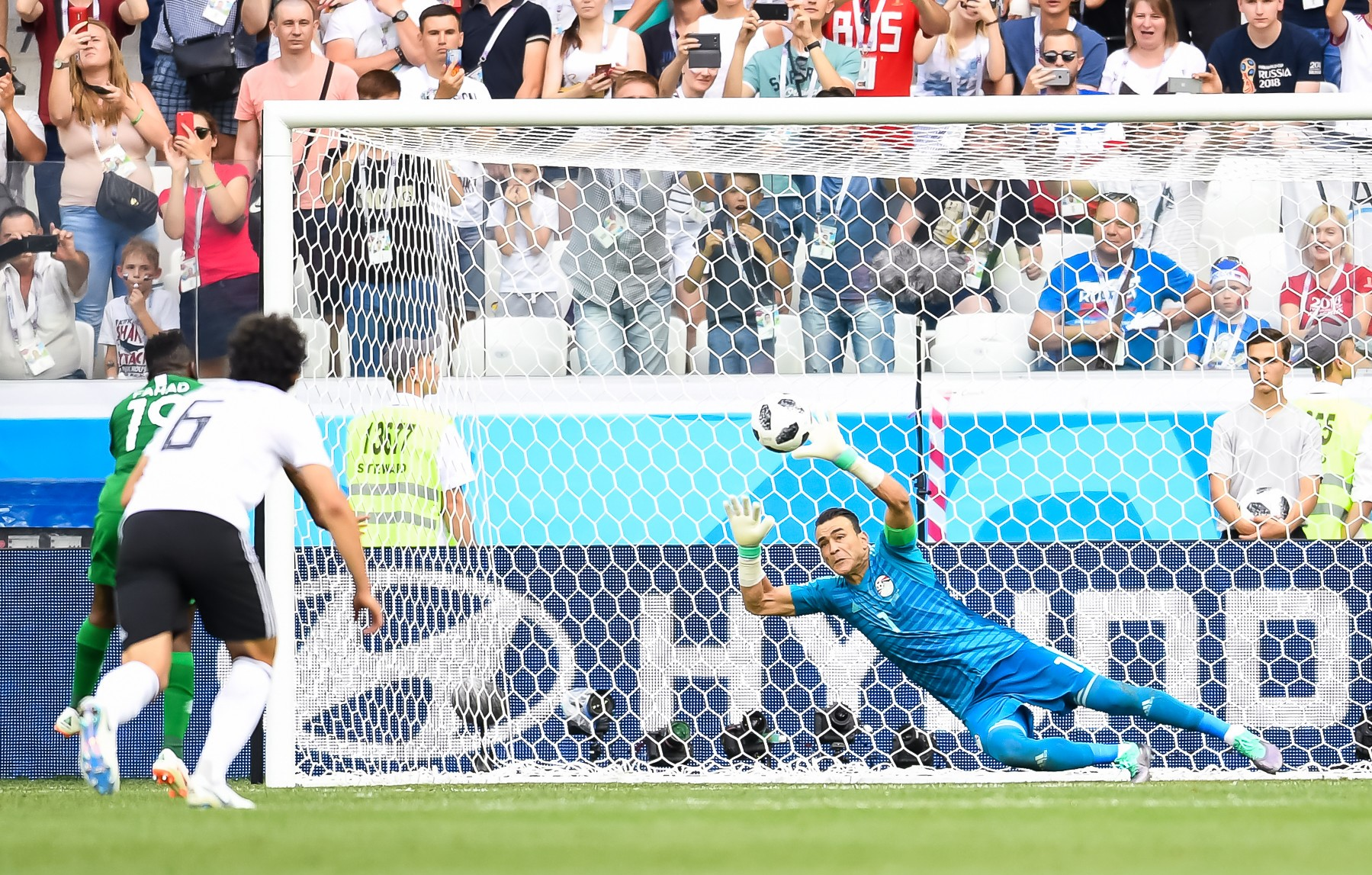
Аль-Хадари отбивает пенальти в матче против Саудовской Аравии на чемпионате мира 2018 года в России

За национальную сборную Египта аль-Хадари выступал с 1996 года.
В 1998 году в Буркина-Фасо был вторым голкипером команды. Основным голкипером команды в то время был Надер аль-Сайед. Египет, победив в финале сборную ЮАР, завоевал свой 4-й титул сильнейшей команды Африки.
В 1999 году играл за сборную на Кубке конфедераций. Провёл все три матча в качестве основного вратаря. Египтяне сыграли вничью с Боливией и Мексикой, но в последнем матче уступили Саудовской Аравии.
В 2000 и 2002 годах аль-Хадари участвовал в качестве второго вратаря команды.
На Кубке африканских наций 2006 года Эссам был уже основным голкипером команды. Он стал героем финала — в серии послематчевых пенальти отразил удары Дидье Дрогба и Бакари Коне. По пенальти 4:2 победили египтяне, завоевав 5-й титул чемпионов Африки.
В 2008 году египтяне защитили свой титул, выиграв в финале у Камеруна. Аль-Хадари был капитаном команды. По итогам Кубка включён в символическую сборную турнира.
В 2009 году играл за сборную на Кубке конфедераций. Защищал ворота во всех трёх матчах своей команды. Египтяне проиграли Бразилии и США, выиграли у Италии.
На 25-й минуте матча первого тура Кубка африканских наций 2017 против сборной Мали вышел на замену вместо Ахмеда эль-Шенави, установив рекорд как самый возрастной спортсмен в истории турнира (44 года и 2 дня). Он защищал ворота египетской сборной во всех последующих матчах турнира, в том числе в финальном матче со сборной Камеруна. Египтяне уступили в финале со счётом 1:2 и стали серебряными призёрами Кубка африканских наций.
Участник чемпионата мира 2018 года в России (1 матч, 2 пропущенных гола, в том числе 1 с пенальти, 1 отраженный пенальти). Аль-Хадари стал самым возрастным игроком, выходившим на поле в истории чемпионатов мира. На момент встречи с Саудовской Аравией ему было 45 лет и 161 день. Отбитый пенальти стал первым для всех африканских вратарей в истории чемпионатов мира.

## Достижения

### Командные
- Чемпион Египта (7): 1996/97, 1997/98, 1998/99, 1999/00, 2004/05, 2005/06, 2006/07
- Четырёхкратный обладатель Кубка Египта: 2000/01, 2002/03, 2005/06, 2006/07
- Четырёхкратный обладатель Суперкубка Египта: 2003, 2005, 2006, 2007
- Трёхкратный победитель Лиги чемпионов КАФ: 2001, 2005, 2006
- Троекратный обладатель Суперкубка КАФ: 2002, 2006, 2007
- Двукратный обладатель Арабского суперкубка: 1997, 1998
- Бронзовый призёр Клубного чемпионата мира по футболу: 2006
- Четырёхкратный победитель Кубка африканских наций: 1998, 2006, 2008 и 2010
- Обладатель Кубка Швейцарии: 2009

### Личные
- Два раза становился лучшим голкипером Африки по версии КАФ в 2001 и 2006 годах.